# Le Croisic
Le Croisic is een gemeente in het Franse departement Loire-Atlantique (regio Pays de la Loire). De plaats maakt deel uit van het arrondissement Saint-Nazaire. Le Croisic telde op 1 januari 2022 4.081 inwoners.

## Geografie
De oppervlakte van Le Croisic bedroeg op 1 januari 2022 4,5 vierkante kilometer; de bevolkingsdichtheid was toen 906,9 inwoners per km².

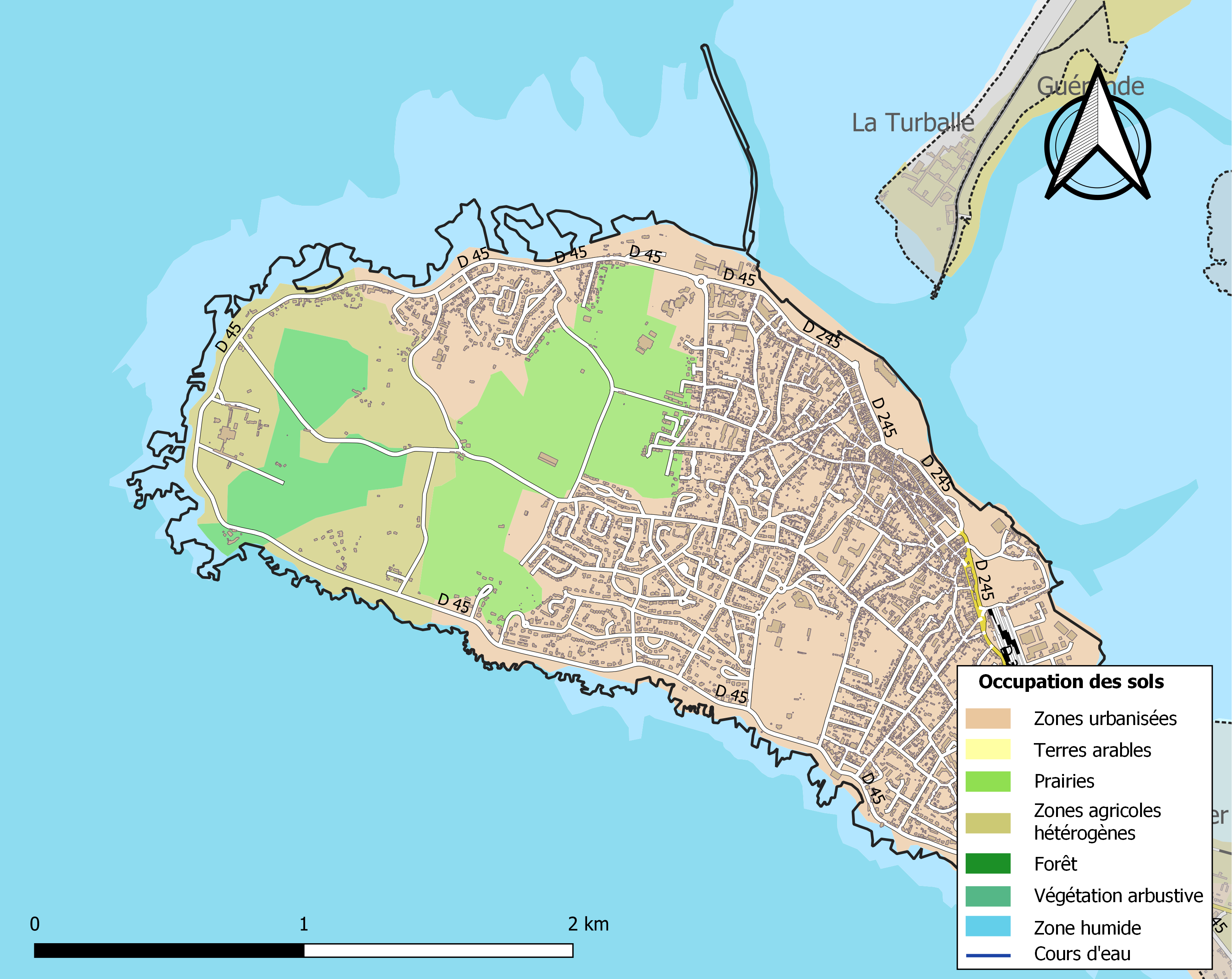
Kaart van de gemeente met de belangrijkste infrastructuur, bodemgebruik en omliggende gemeenten

## Demografie
Onderstaande figuur toont het verloop van het inwonertal (bron: INSEE-tellingen).

## Afbeeldingen

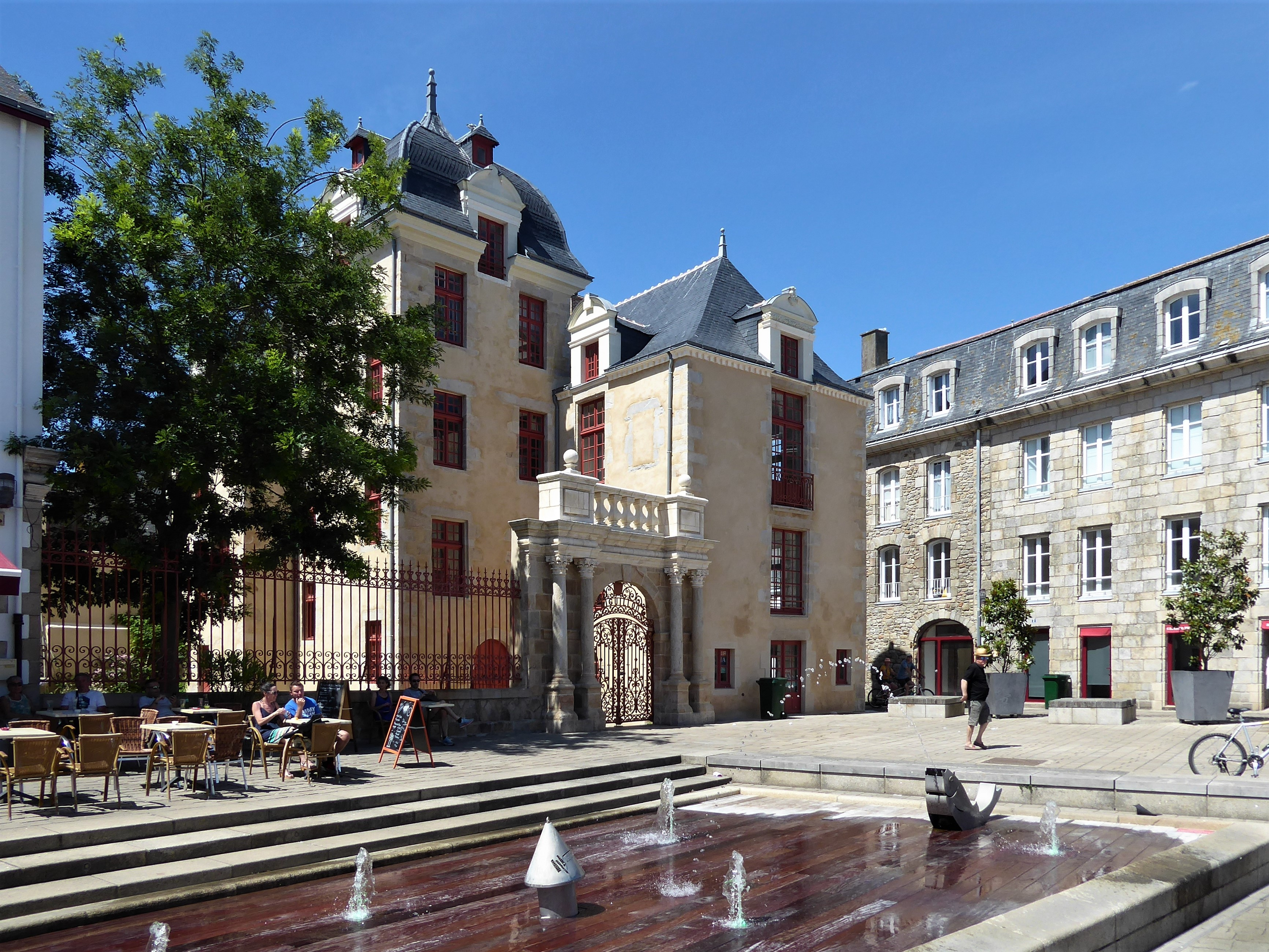
Gemeentehuis
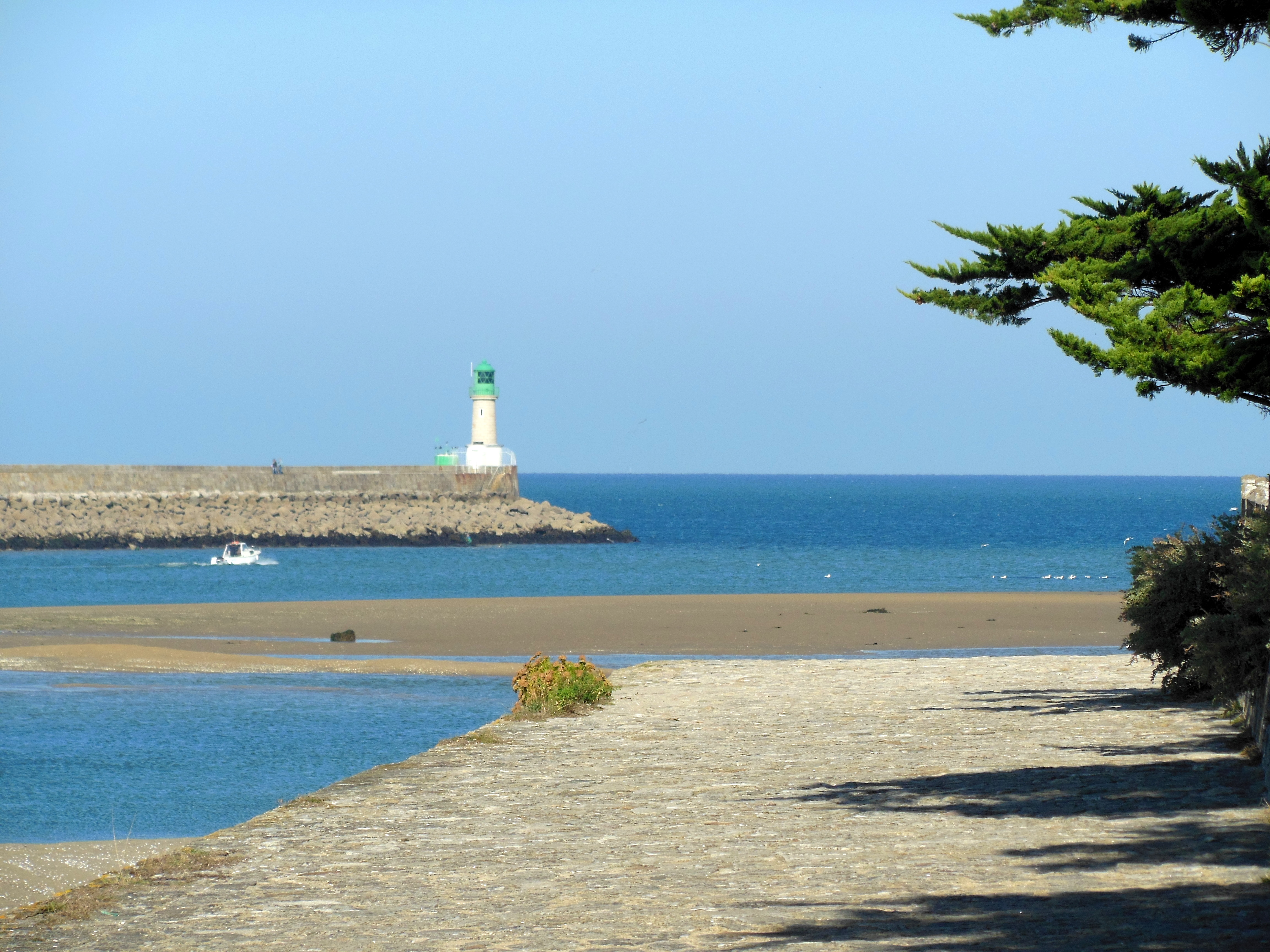
Vuurtoren
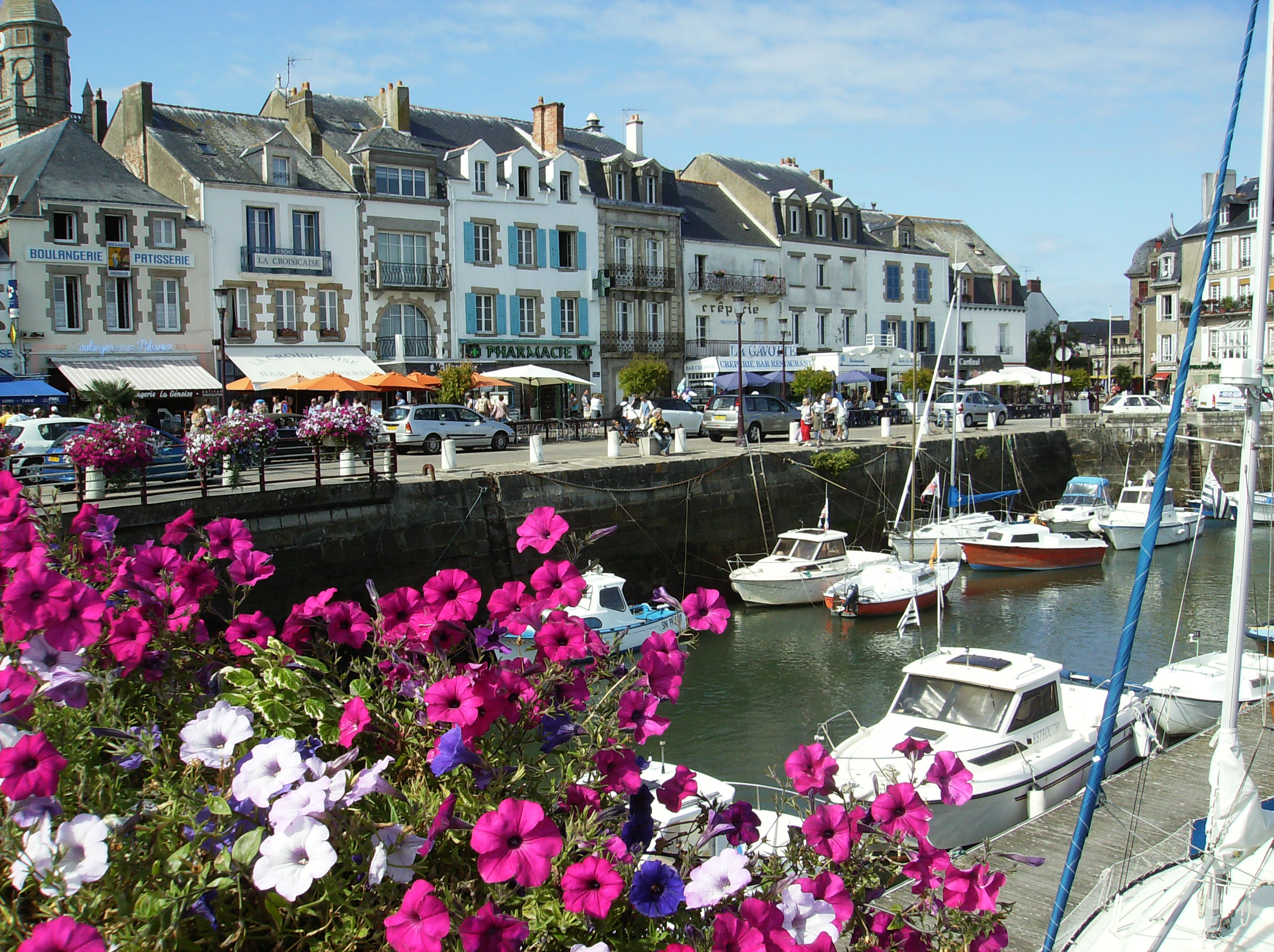
Haven
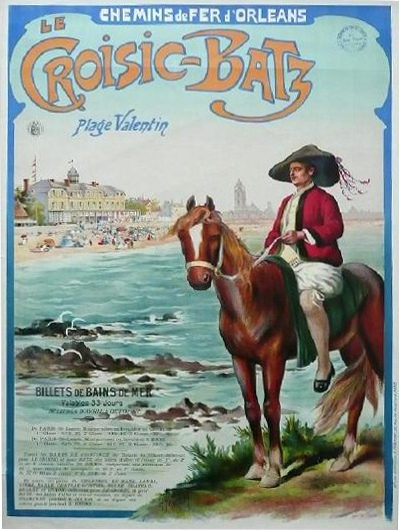
Reclameposter van de Compagnie du chemin de fer de Paris à Orléans